# Buellia perexigua
Buellia perexigua är en lavart som beskrevs av Müll. Arg. 1893. Buellia perexigua ingår i släktet Buellia och familjen Caliciaceae.   Inga underarter finns listade i Catalogue of Life.